# Руденька (Коростышевский район)
Руденька (укр. Руденька) — село на Украине, находится в Коростышевском районе Житомирской области.
Население по переписи 2001 года составляет 115 человек. Почтовый индекс — 12524. Телефонный код — 4130. Занимает площадь 0,59 км².

## Адрес местного совета
12524, Житомирская область, Коростышевский р-н, с.Студеница